# Oberwiesenacker
Oberwiesenacker ist ein Ortsteil der Stadt Velburg im Landkreis Neumarkt in der Oberpfalz in Bayern. 

## Geographie
Das Pfarrdorf liegt sieben Kilometer nordnordwestlich des Stadtzentrums. Unweit des nordwestlichen Ortsrandes verläuft die Staatsstraße 2240, die zur Anschlussstelle Neumarkt-Ost der Autobahn A 3 führt.

## Geschichte
Oberwiesenacker war eine selbstständige Gemeinde im Landkreis Parsberg; zu ihr gehörten außerdem die Ortsteile Gehermühle, Habertshofen, Habsberg, Hilzhofen, Oberweickenhof, Richthof, Unterweickenhof und Unterwiesenacker. Am 1. Mai 1978 wurde diese Gemeinde aufgelöst. Der größere Teil wurde in die Stadt Velburg umgegliedert. Ein kleinerer Teil kam zur Gemeinde Pilsach.

## Sehenswürdigkeiten
Im Ort befindet sich die Pfarrkirche St. Willibald. In die Liste der Baudenkmäler in Oberwiesenacker sind außerdem ein Bildstock aus dem Anfang des 19. Jahrhunderts und zwei Wohnstallhäuser aus dem 18./19. Jahrhundert eingetragen.